# Stenocereus fricii
Stenocereus fricii là một loài thực vật có hoa trong họ Cactaceae. Loài này được Sánchez-Mej. miêu tả khoa học đầu tiên năm 1973.